# 1994 en astronomie
| Années de l'astronomie : 1991 - 1992 - 1993 - 1994 - 1995 - 1996 - 1997    |
| Décennies de l'astronomie : 1960 - 1970 - 1980 - 1990 - 2000 - 2010 - 2020 |

Cet article présente les événements qui se sont produits pendant l'année 1994 dans le domaine de l'astronomie.

## Événements

### Juillet
- Du 16 au 22 juillet : la comète Shoemaker-Levy 9, officiellement D/1993 F2 (Shoemaker-Levy), s'écrase sur la planète Jupiter.

### Août
- Du 15 au 27 août : 22e assemblée générale de l'Union astronomique internationale à La Haye, aux Pays-Bas.

## Prix
- Prix Jules-Janssen : Edith Müller
- Médaille Bruce : Wallace Sargent
- Henry Norris Russell Lectureship : Vera Rubin
- Prix Klumpke-Roberts : Andrew Fraknoi (en)
- Médaille Herschel : -
- Prix d'astronomie Annie J. Cannon : Andrea Ghez
- Prix George Van Biesbroeck : Wayne Warren, Jr.
- Prix Harold Clayton Urey : Karen Jean Meech
- Prix Helen B. Warner pour l'astronomie : David N. Spergel
- Prix Muhlmann : -
- Prix Newton Lacy Pierce en astronomie : -